# Larry Bunker
Larry Bunker (eigentlich Lawrence Benjamin Bunker; * 4. November 1928 in Long Beach, Kalifornien; † 8. März 2005 in Los Angeles) war ein US-amerikanischer Jazz-Schlagzeuger und Vibraphonist.

## Leben
Larry Bunker lernte autodidaktisch Klavier, Akkordeon und Saxophon. Während des Dienstes in der US Army war er Schlagzeuger und Pianist einer Armeeband. Nach seiner Rückkehr nach Kalifornien 1948 arbeitete er zunächst mit Howard Rumsey.
1953 wurde er als Schlagzeuger Nachfolger von Chico Hamilton im Gerry Mulligan Quartet. In der Folgezeit arbeitete er mit Musikern wie Stan Getz, Warne Marsh, Clare Fischer, Gary Burton, Dizzy Gillespie, Gerry Mulligan, Barney Kessel und Art Pepper und begleitete zwischen 1955 und 1960 mit dem Pianisten Jimmy Rowles die Sängerinnen Peggy Lee (z. B. auf Black Coffee) und Billie Holiday, wie auf dem Album Music for Torching. Zu hören ist er auch auf From Hollywood (Decca, 1954).
Mit einer eigenen Band veröffentlichte er Anfang der 1960er Jahre drei Alben, darunter Live at Shelly’s Manne-Hole (Good Time Music), an dem der Vibraphonist Gary Burton beteiligt war. 1962 spielte er bei Bud Shank. Von 1963 bis 1964 war er Mitglied des Trios von Bill Evans. In den Folgejahren arbeitete er überwiegend als Studiomusiker bei Henry Mancini, Neal Hefti, Johnny Mandel und Nelson Riddle. Zudem wirkte Bunker auf dem im Jahr 1997 veröffentlichten Album Kamasutra von Prince mit.